# County Fermanagh
Fermanagh (irisch Fhear Manach) ist eine der sechs historischen Grafschaften Nordirlands. Der ISO-3166-2-Code ist GB-FMO.

## Geografie
Die Grafschaft erstreckt sich rund um den Lower Lough Erne, die Hauptstadt Enniskillen und den Upper Lough Erne. Im Westen erstreckt sich ein Hochland aus Kalkablagerungen, welches aber selten höher als 400 Meter aufragt.

## Wirtschaft
Die Landwirtschaft ist von Rinderzucht und Schafhaltung geprägt.

## Städte
- Enniskillen
- Lisnaskea

## Sehenswürdigkeiten
- Aghanaglack

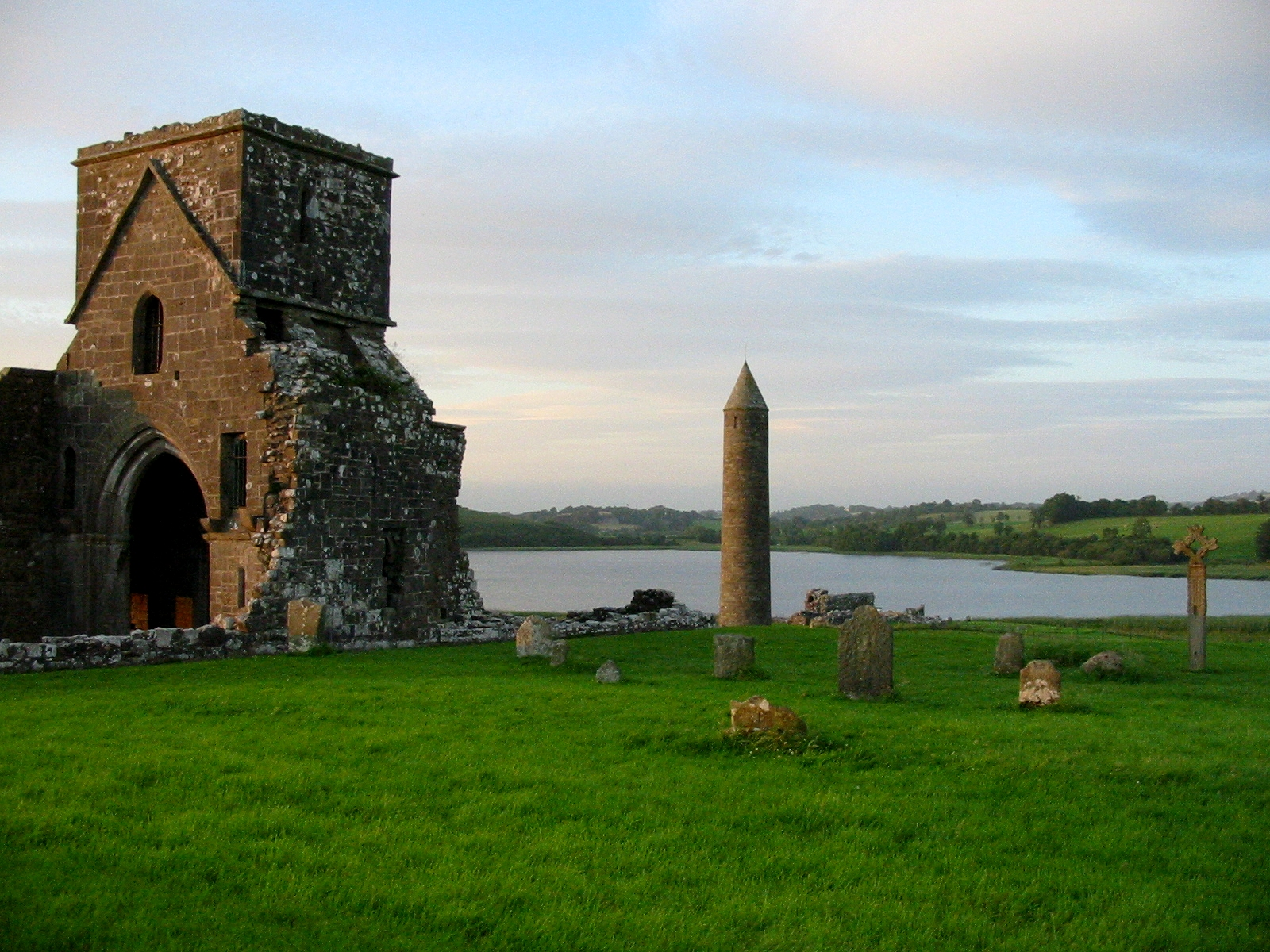
Klosterruine auf Devenish Island (2002)

- Devenish Kloster im Lower Lough Erne
- Drumskinny, Megalithen
- Figuren von White Island
- Marble Arch Caves, ein Höhlenkomplex mit unterirdischen Flüssen, Wasserfällen und beeindruckenden Tropfsteinen.
- Crom Castle, im Upper Lough Erne, im Besitz des National Trust im Schloss wohnt noch der Earl of Erne
- Boa Island mit Janusfiguren